# Sweet About Me
"Sweet About Me" je pjesma australske pop pjevačice Gabrielle Cilmi objavljena 6. lipnja 2008. kao prvi i majavni singl s njenog prvog studijskog albuma Lessons to Be Learned izdavača Island Recordsa.

## Glazbeni video
Glazbeni video za pjesmu "Sweet About Me" režirao je Mike Baldwin. Video prikazuje kako Cilmi izvodi svoju pjesmu s bendom u skladištu i kako drži vezane muškarce.

## Popis pjesama
Australski i britanski CD singl
1. "Sweet About Me"
2. "Echo Beach"
3. "This Game"

Britanski CD singl (re-izdanje)
1. "Sweet About Me"
2. "Sweet About Me" (Robbie Rivera Remix)

iTunes remiks EP
1. "Sweet About Me" (Sunship Vocal Mix)
2. "Sweet About Me" (Matthew Herbert's Savoury Mix)
3. "Sweet About Me" (Ashley Beedle Vocal Mix)
4. "Sweet About Me" (Truth & Soul Mix)
5. "Sweet About Me" (duet s Jools Holland)

## Ljestvice
| Ljestvice (2008)    | Najviša pozicija |
| ------------------- | ---------------- |
| Australija          | 1                |
| Austrija            | 2                |
| Belgija (Flandrija) | 3                |
| Belgija (Valonija)  | 3                |
| Češka               | 2                |
| Danska              | 5                |
| Nizozemska          | 2                |
| Europa              | 2                |
| Finska              | 20               |
| Francuska           | 9                |
| Njemačka            | 2                |
| Grčka               | 7                |
| Irska               | 16               |

| Ljestvica (2008)        | Najviša pozicija |
| ----------------------- | ---------------- |
| Italija                 | 4                |
| Novi Zeland             | 6                |
| Norveška                | 1                |
| Portugal                | 4                |
| Slovačka                | 21               |
| Švedska                 | 25               |
| Švicarska               | 2                |
| Turska                  | 9                |
| Ujedinjeno Kraljevstvo  | 6                |
| Ljestvica (2009)        | Najviša pozicija |
| SAD (Billboard Pop 100) | 100              |
| Mađarska                | 2                |

| Godina | Ljestvica              | Pozicija |
| ------ | ---------------------- | -------- |
| 2008   | Australija             | 3        |
| 2008   | Austrija               | 10       |
| 2008   | Belgija (Flandrija)    | 18       |
| 2008   | Belgija (Valonija)     | 27       |
| 2008   | Nizozemska             | 3        |
| 2008   | Europa                 | 10       |
| 2008   | Francuska              | 79       |
| 2008   | Njemačka               | 8        |
| 2008   | Novi Zeland            | 45       |
| 2008   | Švicarska              | 4        |
| 2008   | Ujedinjeno Kraljevstvo | 27       |

| Država     | Izdavač | Certifikacija | Prodaja |
| ---------- | ------- | ------------- | ------- |
| Australija | ARIA    | platinasta    | 70,000  |
| Belgija    | IFPI    | zlatna        | 15,000  |
| Danska     | IFPI    | platinasta    | 15,000  |
| Njemačka   | IFPI    | zlatna        | 150,000 |
| Švicarska  | IFPI    | platinasta    | 30,000  |